# Crkva Sv. Križa u Splitu
Crkva Sv. Križa, rimokatolička crkva u Splitu, Križeva 2.
Građena je i dograđivana od 17. do 19. stoljeća.

## Kratka povijest župe i crkve Sv. Križa u Velom Varošu
"Župa je osnovana 27. siječnja 1625. godine i povjerena je svjetovnim svećenicima. Prvi župnik bio je don Nikola Halujević. Splitsko zapadno predgrađe Veli Varoš prvi put spominje se u Matrikuli Bratovštine Svetog Križa iz 1439. godine pod talijanskim nazivom Borgo, a sigurno je prigradsko naselje s crkvom Sv. Križa postojalo znatno prije. Budući da se predgrađe nalazilo izvan gradskih zidina, često je stradavalo od turskih upada i poslije oslobođenja Klisa 1648. godine.
Prva župna crkva Svetog Križa danas ne postoji. Ona se nalazila na području Velog Varoša nedaleko od nekadašnjih zapadnih gradskih bedema. Ta se crkva prvi put u dokumentima spominje 1261. godine pod imenom Sveta Marija de Moris vel de Rivo. Kasnije je ta crkva nazvana Sveti Križ, vjerojatno po istoimenoj bratovštini koja je u njoj osnovana 1439. godine. Treba spomenuti da se 1362. godine crkva navodi i kao «Sveti Martin de Rivo», jer je drugi naslovnik prve crkve bio sv. Martin i to je razlog da je štovanje sv. Martina preneseno u novu, današnju crkvu u kojoj se nalazi njegov kip.
Godine 1625. postala je župnom crkvom. Crkva je srušena po naredbi mletačke vlasti 1657. godine, kada su se podizali zapadni gradski bedemi radi obrane od Turaka, koji su se i poslije oslobođenja Klisa 1648. godine zalijetali do gradskih zidina i pustošili splitska predgrađa. Crkva se nalazila na trasi novih bedema i radi toga je bila srušena. Od nje su sačuvani neki vrijedni predmeti koji se nalaze u današnjoj crkvi, kao što su slikano Raspelo i Pietà.
Župna kuća nalazi se nasuprot crkvi u Križevoj ulici br. 29. To je stara kamena dvokatnica uklopljena u velovaroški ambijent, koja je izložena dnevnoj i noćnoj uličnoj buci.
Matične knjige R od 1828. do 1891., osamnaest svezaka; V od 1828. do 1912., osam svezaka; U od 1828. do 1869., deset svezaka, nalaze se u DAS. Knjige R od 1891. do 1947., trinaest svezaka; V od 1912. do 1946., četiri sveska; U od 1869. do 1948., šesnaest svezaka, nalaze se u MU Split. Knjige R od 1910. do 1948., tri sveska; V od 1942. do 1949., dva sveska, nalaze se u ŽU. Nepotpuna godišta parica R, V i U od 1817. do 1941. nalaze se u NAS.
Na području župe danas ima oko 9.000 stanovnika.
U župi su dva ženska samostana: Služavki Maloga Isusa, u blizini župne crkve, koje sudjeluju u župnom pastoralu, i Kćeri Božje Ljubavi, na Marjanu."
"Župna crkva Svetoga Križa - sagrađena je u današnjem obliku 1854. godine. Crkva se nalazi na mjestu starije crkve, podignute od 1679. do 1684. godine milostinjom Varošana i bratima Svetog Križa. Uz crkvu je podignut barokni zvonik s kupolom u obliku lukovice, koji je uklopljen u današnju crkvu. Na vrhu pročelja crkve mjesto zvonika na preslicu nalazi se «Pietà», gotički reljef s Gospinim likom i mrtvim Kristom u krilu. Taj reljef potječe iz 15. stoljeća, a  nalazio se na prvoj crkvi Svetog Križa. Na glavnom baroknom oltaru, koji se nalazio u staroj crkvi, napravljenom 1736. godine, nalazi se slikano Raspelo s Kristovom glavom iznad poprečnog kraka križa.
Raspelo se od starine naziva čudotvornim, a nalazilo se u prvoj crkvi. Držalo se da je nastalo u 15. stoljeću i da je naslikano u gotičkom stilu. Nakon čišćenja od raznih naslaga i stručne obnove 1971. godine ustanovljeno je da je Raspelo romaničko i da ga je naslikao domaći majstor u 13. stoljeću. Uz glavni oltar su dvije niše. U lijevoj je drveni kip sv. Jeronima, koji se kamenom udara u prsa, a u desnoj je kip sv. Martina u biskupskom ornatu. U crkvi su još dva pokrajna barokna oltara. Oltar Gospe od Zdravlja je od kamena, napravljen je 1731. godine za vrijeme kuge, a nalazio se u staroj crkvi. Slika za ovaj oltar nabavljena je 1736. godine. Drugi pokrajni oltar Anđela Čuvara je drveni.
Ne zna se kad je napravljen, ali je poznato da je popravljen 1737. godine. Na oltaru Anđela Čuvara je kip Gospe Lurdske, a na oltaru Gospe od Zdravlja  kip Gospe s Djetetom, rad Slovenca Peruzzia, postavljen 1925. godine. Ispred glavnog oltara produženo je svetište i postavljen kameni oltar prema puku za župnikovanja don Mije Vrdoljaka (1970. – 1983.). Ispod  oltarne menze nalazi se kameni zabat s reljefom Gospe Velikog hrvatskog zavjeta s uklesanom godinom 976-1976. Crkva je više puta bila obnavljana. Posljednja je obnova učinjena za župnikovanja don Bože Delića (1983. – 1988.). Crkva je uvrštena u  spomenike kulture 1962. godine, a slikano romaničko Raspelo 1970. godine. Crkva je duga 25 i široka 18 metara."

## Zaštita
Pod oznakom Z-4632 zavedena je kao nepokretno kulturno dobro - pojedinačno, ima status zaštićena kulturnog dobra, klasificiranog kao sakralna graditeljska baština .

## Vanjske poveznice
- Župa Svetoga Križa - Veli Varoš  Splitsko-makarska nadbiskupija